# Зеледеєво
Зеледе́єво (рос. Зеледеево) — присілок у складі Юргинського округу Кемеровської області, Росія.

## Населення
Населення — 586 осіб (2010; 607 у 2002).
Національний склад (станом на 2002 рік):
- росіяни — 92 %